# Грузино-кипрские отношения
Грузино-кипрские отношения — двусторонние отношения между Грузией и Кипром. Отношения были установлены 9 июля 1993 года. 

## История отношений
Кипр признал независимость Грузии в декабре 1991, сразу после распада Советского Союза. Официальный Протокол об установлении дипломатических отношений между двумя странами был подписан в 1992 году, а отношения были установлены 9 июля 1993 года. Кипр представлен в Грузии через посольство в Афинах, столице Греции. Грузия открыла посольство в 2005 году в Никосии и нынешний посол Владимир Констидиниди вручил верительные грамоты в 2009 году.
Две страны подписали торговое соглашение, которое вступило в силу 22 ноября 1998 года. Обе страны являются полноправными членами Совета Европы, Организации по безопасности и сотрудничеству в Европе и Всемирной торговой организации.
В 2021 году президент Грузии Саломе Зурабишвили совершила визит на Кипр.

## Дипломатические миссии
- Грузия имеет посольство в Никосии[3]
- Кипр аккредитовал посольство в Афинах[2]